# 토리이 스네에몬
토리이 스네에몬(일본어: 鳥居 強右衛門 도리 스네에몬[*])은 센고쿠 시대의 아시가루이다. 오쿠다이라가의 가신이다. 이름은 가쓰아키(勝商)이다.

## 생애
토리이 스네에몬이 역사의 전면 무대에 등장하는 것은 덴쇼 3년 (1575년)의 나가시노 전투때만이며, 그때까지의 인생에 대해서는 거의 알려져 있지 않다. 현존하는 몇 안되는 자료에 의하면, 그는 미카와국 호이군 내 (현 아이치현 도요카와시 이치다정)에서 태어났으며, 원래는 오쿠다이라가의 직신(直臣)이 아니라 배신(陪臣)이었다고 하며, 나가시노 전투에 참전했을 때의 나이는 세는 나이로 36세이다.